# Robert Capa
Robert Capa (născut Endre Ernő Friedmann la 22 octombrie 1913, Budapesta, Ungaria  - d. 25 mai 1954, Thai Binh, Vietnam) a fost un fotoreporter și  editor maghiar de origine evreiască, stabilit în Statele Unite ale Americii.
„Dacă nu-ți sunt suficient de bune pozele, înseamnă că nu ai fost suficient de aproape.”—Robert Capa

## Viața
Andrei Friedmann și-a expus fotografiile la Paris, declarându-le opera unui american fictiv bogat, Robert Capa. Înșelăciunea a fost curând descoperită, dar artistul a păstrat numele inventat. S-a remarcat în calitate de corespondent în timpul Războiului Civil Spaniol (1936). În Al Doilea Război Mondial  a fost trimisul special al revistei Life pe fronturile din Africa, Sicilia și Italia. Printre realizările sale memorabile, se numeră imaginile invaziei normande.
În 1947, împreună cu Henri Cartier-Bresson și David Seymour, a înființat studioul Magnum Photos. 
A fost ucis de o mină de teren, în timp ce fotografia, pentru Life, războiul din Indochina franceză (Vietnam). 
În 1936, Capa a devenit faimos la nivel internațional datorită fotografiei sale “Falling Soldier”, care pentru multă vreme s-a crezut a fi o imagine capturată în Cerro Muriano, pe frontul din Cordoba. S-a crezut a fi imaginea unui soldat aparținând Partidului Marxist al Muncitorilor Uniți. În timp ce este ucis de un glonț. Mai târziu,un cercetător spaniol l-a identificat ca fiind Federico Borrell Garcia din Alicante, însă identitatea i-a fost contestată. În perioada iulie – august 1943, Capa se afla în Sicilia împreună cu trupele americane, lângă Sperlinga, Nicosia și Troina. Imaginile capturate de Robert Capa în acea perioadă, înfățișează suferințele îndurate de populația siciliană sub bombardamentele germanilor, dar și bucuria acestora în momentul sosirii trupelor americane.

## Aparate folosite
În activitatea sa, Robert Capa, a folosit un aparat video Filmo de 16mm, o cameră Contax II.

## Legături externe
- Magnum Photos, Robert Capa

1. 1 2  Genealogics
2. ↑  Union List of Artist Names, 7 august 2021, accesat în 7 februarie 2024
3. ↑  Museum of Modern Art online collection, accesat în 4 decembrie 2019
4. 1 2 3 4 5 6 7 8 9  Union List of Artist Names
5. ↑  Autoritatea BnF, accesat în 10 octombrie 2015
6. 1 2  CONOR.SI[*] Verificați valoarea |titlelink= (ajutor)
7. ↑  L'Humanité, 27 martie 1999